# Gualaceo (canton)
Gualaceo est un canton d'Équateur situé dans la province d'Azuay.